# Enock Sabumukama
Enock Sabumukama (* 25. Dezember 1995 in Ngozi) ist ein burundischer Fußballspieler auf der Position eines Mittelfeldspielers. Seit Januar 2021 steht er im Aufgebot des sambischen Erstligisten NAPSA Stars.

## Vereinskarriere

### Karrierebeginn in der Heimat
Enock Sabumukama wurde am 25. Dezember 1995 in der Stadt Ngozi im Norden von Burundi geboren. Bereits im Kindesalter begann er mit dem Fußballspielen und kam mindestens ab der Saison 2012/13 in der Herrenmannschaft des Le Messager FC de Ngozi zum Einsatz. Dieser war eben erst aus der zweitklassigen burundischen Fußballliga in die Ligue A aufgestiegen. Mit dem Klub aus der auf über 1800 Meter über dem Meeresspiegel gelegenen Stadt erreichte er in seiner ersten Saison in der höchsten Spielklasse des Landes den fünften Platz. In den Spielzeiten 2013/14 und 2014/15 schaffte es das Team bereits auf den vierten Platz und wurde in weiterer Folge in der Saison 2015/16 hinter dem Vital'ô FC Vizemeister der höchsten burundischen Fußballliga. 2014 schaffte es die Mannschaft bis ins Finale der Coupe du Président de la République, den burundischen Fußballpokal, und konnte 2016 das Turnier knapp im Elfmeterschießen gegen Vital'ô FC im Finale gewinnen. In der nachfolgenden Saison 2016/17 rangierte die Mannschaft im Endklassement der Ligue A lediglich auf dem sechsten Tabellenplatz, schaffte es jedoch in der Coupe du Président de la République 2017 abermals ins Finale, in der es Olympique Star knapp mit 1:2 in der Verlängerung unterlag und konnte in diesem Jahr außerdem einen Sieg in der Coupe de l’Unité gegen den Vital'ô FC verzeichnen. Das Finale der Coupe de l’Unité wurde erst im Elfmeterschießen entschieden. Sowohl 2015, als auch 2017 nahm er mit dem Klub am CAF Confederation Cup teil, schied beide Male jedoch bereits frühzeitig in der Vor- bzw. in der ersten Runde des Turniers aus.

### Wechsel nach Sambia
Noch im Laufe des Jahres 2017 wechselte er zum seit den 2000er Jahren aufstrebenden sambischen Erstligisten ZESCO United, der im Besitz der Zambia Electricity Supply Corporation, die wiederum zur Gänze im Regierungsbesitz steht, ist. Mit dem Le Messager FC de Ngozi war er in diesem Jahr gegen ZESCO United im CAF Confederation Cup 2017 ausgeschieden. Mit seinem neuen Klub wurde Sabumukama umgehend sambischer Meister und hatte am Ende einen Punkt Vorsprung auf den nächsten Verfolger, den Zanaco FC. Dadurch qualifizierte er sich mit der Mannschaft für die CAF Champions League 2018, in der es das Team bis in die Gruppenphase schaffte und in dieser als Dritter in der Gruppe D aus dem Turnier ausschied. Nach dem neuerlichen Meistertitel 2018 nahm der Mittelfeldakteur mit ZESCO United an der CAF Champions League 2018/19 teil, schied in dieser jedoch in der ersten Runde gegen TP Mazembe aus der Demokratischen Republik Kongo aus dem Wettbewerb aus. Nachdem es die Mannschaft in der vorangegangenen Spielzeit zum Sieg im Samuel „Zoom“ Ndhlovu Memorial Cup gebracht hatte, schied die Mannschaft in diesem Jahr im Finale mit 3:4 gegen den Nkana FC aus.
Nachdem im Spieljahr 2019 eine Ligareform Einzug hielt und die Liga in einem anderen Format ausgetragen wurde, belegte Sabumukama mit ZESCO United in diesem am Ende der regulären Spielzeit der nördlichen Klubs knapp den ersten Platz und qualifizierte sich dadurch für das Finalspiel gegen den Sieger der regulären Saison der südlichen Klubs. In diesem konnte sich der Klub erst im Elfmeterschießen gegen die Green Eagles durchsetzen und sich den abermaligen Meistertitel sichern. Während das Team in den beiden diesjährigen Charity Shields im Finale der Konkurrenz unterlag, konnte sich ZESCO United am Ende jedoch neben dem Meistertitel auch noch den Pokalsieg sichern. Nach erfolgreicher Bestreitung der Vor- und der ersten Runde nahm er mit seiner Mannschaft an der Gruppenphase der CAF Champions League 2019/20 teil, unterlag in dieser jedoch deutlich der Konkurrenz und beendete die Gruppe A auf dem vierten und damit letzten Platz. Die nachfolgende Saison 2019/20, die in einem abermals neuen Format ausgetragen wurde, wurde aufgrund der COVID-19-Pandemie für einige Zeit unterbrochen und nach wenigen Monaten ohne Zuschauer fortgesetzt. In der neuen Liga gelangte er mit ZESCO United lediglich auf den fünften Platz im Endklassement.
Die Spielzeit 2020/21 startete erst Ende Oktober bzw. Anfang November 2020; Sabumukama schaffte es mit ZESCO United zwischenzeitlich wieder an die Tabellenspitze und wechselte, während sein Klub auf dem ersten Tabellenplatz rangierte, im Januar 2021 zum Ligakonkurrenten NAPSA Stars, der sich zu diesem Zeitpunkt knapp vor der Abstiegszone befand.

## Nationalmannschaftskarriere
Zum ersten Mal in die A-Nationalmannschaft seines Heimatlandes schaffte es Sabumukama im Jahr 2014. Dabei gab er am 15. Juli 2014 bei einem 0:0-Remis in einem Freundschaftsspiel gegen Kenia sein Debüt, als er für Jean-Claude Ndarusanze eingewechselt wurde. Seinen nächsten Einsatz hatte er am 25. März 2015 bei einem Freundschaftsspiel gegen Mauritius, das in einem 2:2-Unentschieden endete. Hierbei kam er ab der 61. Spielminute als Ersatz für Gaël Duhayindavyi zum Einsatz. Danach dauerte es weitere knapp eineinhalb Jahre, ehe Sabumukama wieder Berücksichtigung fand und dabei im letzten Spiel Burundis in der Qualifikation zum Afrika-Cup 2017, einem 0:0-Remis gegen den Niger eingesetzt wurde. Burundi schaffte es in der Gruppe K zwar auf den zweiten Platz, konnte sich damit aber dennoch nicht für die von Januar bis Februar 2017 stattfindende Endrunde qualifizieren. Bis zu seinem nächsten Länderspieleinsatz musste der Mittelfeldspieler knapp drei Jahre lang warten. Erst nachdem sich sein Heimatland erfolgreich für den Afrika-Cup 2019 qualifiziert hatte, gehörte Sabumukama zum finalen Aufgebot, das an dieser Endrunde teilnahm.
In der Vorbereitung darauf kam er in einem Länderspiel gegen Algerien (1:1), zu einem Kurzeinsatz. Während des Turniers in Ägypten wurde der 1,78 m große Mittelfeldakteur ebenfalls nicht als Stammkraft eingesetzt und absolvierte lediglich eine Halbzeit im zweiten Gruppenspiel gegen Madagaskar. Nach drei Niederlagen beendete Burundi das Turnier auf dem vierten und damit letzten Platz der Gruppe B rangierend. Im November 2019 absolvierte Sabumukama zwei Qualifikationspartien zum Afrika-Cup 2021, der in weiterer Folge aufgrund der COVID-19-Pandemie auf 2022 verschoben wurde. In beiden Partien, einer 0:2-Niederlage gegen Zentralafrika am 13. November und einer 0:3-Niederlage gegen Marokko am 16. November, kam er nur als Ersatzspieler zum Einsatz. Burundi konnte sich am Ende jedoch nicht für den Afrika-Cup 2022 qualifizieren.
Bis dato (Stand: 7. April 2021) kam Sabumukama auf mindestens sieben Länderspieleinsätze für sein Heimatland.

## Erfolge
Le Messager FC de Ngozi
- 1× Vizemeister: 2015/16
- 1× Sieger der Coupe du Président de la République: 2016
- 2× Finalist der Coupe du Président de la République: 2014 und 2017
- 1× Sieger der Coupe de l’Unité: 2017

ZESCO United
- 3× Meister: 2017, 2018 und 2019
- 1× Sieger des ABSA Cups: 2019